# Дригиу (Салаж)
Дригиу (рум. Drighiu) насеље је у Румунији у округу Салаж у општини Халмашд. Oпштина се налази на надморској висини од 266 m.

## Становништво
Према подацима из 2002. године у насељу је живело 478 становника, од којих су сви румунске националности.